# ХК Женева-Сервет
ХК Женева-Сервет је швајцарски хокејашки клуб из Женеве. Клуб се такмичи у швајцарској Националној лиги А.
Утакмице као домаћин игра у Дворани де Вернет капацитета 7.135 места.

## Историја
Клуб је основан 1905. године под именом ХК Женева. Године 1956 пласирали су се у Другу лигу Швајцарске, а две године касније је отворена ледена дворана Лес Вернетс. Тријумфовали су у купу 1959. године победом над екипом Neuchâtel-Sports Young Sprinters HC са 7:3 пред 11.820 гледалаца у дворани Лес Вернетс, што је и рекорд по посећености у овој дворани. Своје садашње име клуб је добио 1963. године спајањем Женеве и Сервета. Наредне године постао је првак Друге лиге и стекао први пут право да се такмичи у највишем рангу швајцарског хокеја.
Осамдесетих година уследио је велики пад и клуб се нашао у трећој лиги, и ту је остао све до 1995. године када је у баражу за пласман у Другу лигу био бољи од Луцерна. Повратак у Прву лигу уследио је 2001. године након победе у финалној серији над екипом Чура.
Године 2008. уследио је да тада највећи успех јер су хокејаши Женеве-Сервета први пут у историји стигли до финала, где су поражени од Цирих Лајонса са 4:2 у победама. Идентични резултат остварили су и 2010. године када су у финалу поражени од Берна након седам утакмица.
Године 2013. тријумфовали су на традиционалном Шпенглеровом купу победивши у финалу ЦКСА из Москве.

## Дворана
Дворана де Вернет је саграђена 1958. године и налази се у Женеви. Обновљена је 2009. године и том прилом је повећан њен капацитет са 6.400 на 7.140. 
Локалне власти и клуб 24. јануара 2012 договорили су се да направе нову арену чији ће лапацитет бити 10.000 места, а планирано је да буде завршена између 2015 и 2016. године.

## Успеси
- Национална лига А:
  - Финалиста (2) :2008, 2010

- Швајцарски куп
  - Шампион (2) 1959, 1972

- Шпенглеров куп:
  - Шампион (1) :2013